# Bothus mancus
Cá bơn chấm xanh (Danh pháp khoa học: Bothus mancus) là loài cá trong họ Bothidae phân bố ở Ấn Độ–Thái Bình Dương. Chúng sống trong môi trường cát gần các rạn san hô ngoài khơi. Loài cá này có vị trí khác thường của cặp mắt, mắt phía trên nằm xa hơn về phía sau mắt dưới. Con đực có vây ngực dài, hai mắt cách xa nhau phía có mắt có nhiều chấm màu sáng lớn với đường bao quanh đậm và nhiều chấm đậm nhỏ rải rác. Phía không có mắt màu trắng.